# Bobby Holm
Robert Charles Holm, detto Bobby (Brooklyn, 22 gennaio 1919 – Sheboygan, 14 aprile 2002), è stato un cestista statunitense, professionista nella NBL e nella PBLA.

## Carriera
Giocò per quattro stagioni nella NBL, disputando complessivamente 125 partite con 5,2 punti di media.
Nel 1947-48 giocò nella PBLA con i Birmingham Skyhawks.